# Synagogue de Balbronn
La synagogue de Balbronn est un ancien lieu de culte juif situé à Balbronn (Bas-Rhin), construit à la fin du XIXe siècle, en style néo-roman, dont les façades et la toiture sont classées monument historique.

## Localisation
Le bâtiment est situé rue des Femmes à Balbronn, commune de la vallée de la Mossig, dans le département français du Bas-Rhin.

## Histoire

### Une présence juive depuis le XVIIe siècle
Comme beaucoup de villages ayant appartenu aux seigneurs du comté de Hanau-Lichtenberg, Balbronn a abrité une communauté juive importante, signalée dès 1665.
On trouve dans Balbronn de nombreuses maisons ayant été habitées par des Juifs. Elles sont reconnaissables à leur porte d'entrée, dont un montant porte une mezouzah taillée dans la pierre.
Comme dans tous les villages avec une forte communauté juive, il y avait à Balbronn, un bain rituel ou mikvé, une école juive et une synagogue.
L'ancienne synagogue est située au 47-48, rue Balbach, dans le bâtiment dit « Maison des Juifs », lequel fait actuellement l'objet d'une restauration soignée. Cette maison date de 1638, cependant elle semble n'avoir été utilisée comme synagogue qu'après 1730. La salle de culte se situait au premier étage. Le mikvé se trouvait dans une maison voisine, mais il a été comblé.
De fait, Balbronn compte aujourd'hui deux synagogues, l'ancienne synagogue du XVIIe ou du XVIIIe siècle et la seconde synagogue, du XIXe siècle, située rue des Femmes.
Les Juifs de Balbronn, qui ont représenté jusqu'à un cinquième de la population locale (à son apogée, en 1882, la communauté juive de Balbronn compta 207 personnes sur un total de 995 habitants), semblent avoir coexisté de manière assez harmonieuse avec leurs voisins.
On compte chez les Juifs originaires de Balbronn plusieurs personnalités, parmi lesquelles :
- Henry Lévy (Balbronn 1883-Auschwitz 1942) : a été successivement rabbin à Mascara en Algérie puis à Thionville. Dans ces deux postes, il est reconnu pour sa générosité, son éloquence, son érudition et son ouverture d’esprit. Mais c’est surtout pour son patriotisme qu’il est célèbre. Entre 1914 et 1918, il accompagne les troupes de l'Armée d’Orient d’abord aux Dardanelles, puis à Salonique. Décoré de la Croix de Guerre et de la Légion d’Honneur, il s’engage à nouveau en 1939 puis, retourné à la vie civile, se lance dans l’action sociale. Il est déporté en 1942 et meurt au camp d'Auschwitz.
- Jules Bauer (Balbronn 1868-Paris 1931) : fut successivement rabbin d’Avignon puis de Nice. Il y créa un office pour les jeunes. En 1919 il prend la direction du Séminaire Israélite  et le développe. Il a été l’auteur de très nombreux écrits, la plupart historiques. Sa fille Suzanne épousera le rabbin Robert Meyers, qui développa la communauté de la synagogue de Neuilly sur Seine, en région parisienne. Tous deux mourront en déportation après avoir sauvé 600 âmes.
- Anselme Schwartz (Balbronn 1872-Paris 1957) : deviendra à Paris un chirurgien réputé, membre de l’académie de médecine. Marié à Claire Debré, de Westhoffen, il est le père du grand mathématicien Laurent Schwartz (1915-2002) qui a obtenu la médaille Fields, l'équivalent pour les mathématiciens du Prix Nobel.

### Histoire du bâtiment
La nouvelle synagogue a été inaugurée le 10 décembre 1895.
Saccagée pendant l'occupation puis l'annexion allemande de 1940-1945, elle échappe de peu à la destruction, mais est finalement restaurée et remise en usage. Elle sera utilisée pour le culte jusqu'à la fin des années 1960.
La synagogue est formellement désaffectée par décret le 30 mars 1989, à la demande de son propriétaire, le Consistoire Israélite du Bas-Rhin. La question du devenir du bâtiment est alors posée. Une solution de portée hautement symbolique semble être trouvée, permettant à la fois de sauvegarder ce patrimoine architectural et de maintenir son utilisation comme lieu de culte. Il s'agit du transfert du bâtiment en Israël, à Pisgat Zeev, un quartier au nord de Jérusalem où réside une importante communauté juive francophone. Après avis favorable de l'architecte en chef des Bâtiments de France, un permis de démolir pierre par pierre est accordé le 10 septembre 1993, pour une durée de 5 ans dans le but de permettre ce transfert. Mais le 27 mars 1998, le Ministère de la Culture place le bâtiment sous le régime d' « instance de classement parmi les monuments historiques » ce qui de fait impose un embargo sur le transfert envisagé. Le projet doit être abandonné.
L'édifice fait finalement l'objet d'une inscription en tant que monument historique, le 10 février 1999. Depuis lors l'édifice reste dans l'attente d'une initiative de restauration intérieure de la synagogue ou de réaffectation à un nouvel usage.

## Architecture
La synagogue peut être considérée comme un joyau du style architectural néo-roman et plus particulièrement du Rundbogenstil apparu au XIXe siècle dans l’Empire allemand, auquel le département du Bas-Rhin se trouvait rattaché à l'époque de la construction du bâtiment. Bien qu'appartenant à la dernière génération dite "monumentale" des synagogues rurales alsaciennes, la synagogue de Balbronn garde, en marge de l'architecture en vogue à l'époque, une certaine originalité et surtout une sobriété assortie de délicatesse et de bon goût.
L'édifice est édifié selon un plan rectangulaire à six travées de fenêtres. Il mesure près de 23 mètres de long sur 12 mètres de large.
La façade principale (façade ouest), tout en grès des Vosges et haute de 15 mètres, est flanquée de hauts piliers portant chacun l'Étoile de David. Elle est ornée d'une rosace ou rose. Son pignon est surmonté des Tables de la Loi, lesquelles surplombent le faîtage. La rose centrale se compose avec l'entrée: l'ensemble est cerné d'une fine colonnette se transformant en tore au-dessus de la rose.
Au-dessus de la porte d'entrée, sous les arcs en plein cintre, une inscription  en caractères hébraïques reproduit un verset des Psaumes: זה-השער לה[י] צדיקים יבאו בו qui signifie "C'est la porte de l’Éternel, les justes la franchiront" (Psaumes 118:20). En dessous de cette inscription, l'année de l'achèvement de l'édifice dans le calendrier hébraïque, soit 5655, comptée selon le petit comput qui fait abstraction des cinq premiers millénaires, figure en lettres-chiffres hébraïques (655 = תרנה = 400+200+50+5).
Les façades latérales, peu en vue, sont traitées sobrement en maçonnerie enduite.
Dans le vestibule, deux escaliers mènent à la galerie des femmes.
L'intérieur du bâtiment est une composition remarquable de divers matériaux : l'enduit clair, le marbre blanc ciselé de l'Arche Sainte (voir ci-après), le bronze des fines colonnettes (coulées à Mannheim) soutenant la galerie des femmes, la fonte des garde-corps entourant la bimah (estrade), le verre chatoyant des vitraux géométriques et surtout le sapin apparent. Dans ce village proche des forêts vosgiennes, l'architecte a su tirer parti de ce matériau chaud et vivant. Il en revêt (lambris de couvrement) les trois faces du plafond, sur toute la longueur de la nef. Cette esthétique de plafond est très inhabituelle pour une synagogue. L'architecte a aussi utilisé le bois de sapin pour faire courir une balustrade de galerie reprenant le motif des colombages alsaciens.
Élément essentiel d'une synagogue, l'Arche sainte  ou Aron Hakodèsh, disposée à l'est et faisant face à l'entrée, reste préservée, bien que désormais vidée des rouleaux de la Torah. Sur son fronton, figure une inscription en hébreu: דע לפני מי אתה עומד, qui signifie "Sache devant Qui tu te tiens". Il s'agit d'une partie d'un aphorisme très ancien ("Quand tu pries, sache devant Qui tu te tiens") attribué à Eliezer ben Hyrcanos (40 env.-120 env.) aussi appelé Rabbi Eliezer le Grand, l'un des maîtres (tannaïm) les plus importants de la Mishna.

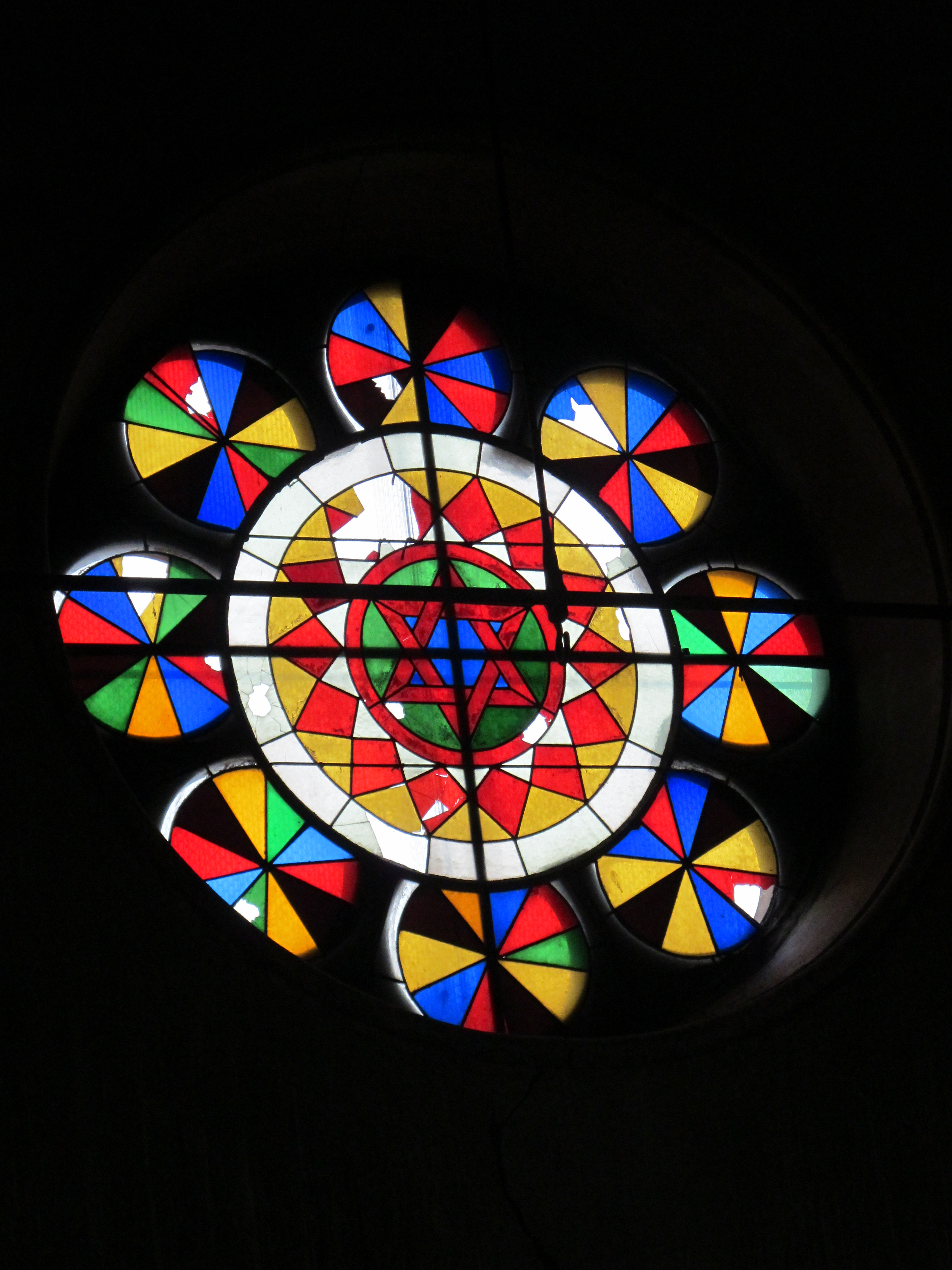
Vitrail de la rosace.
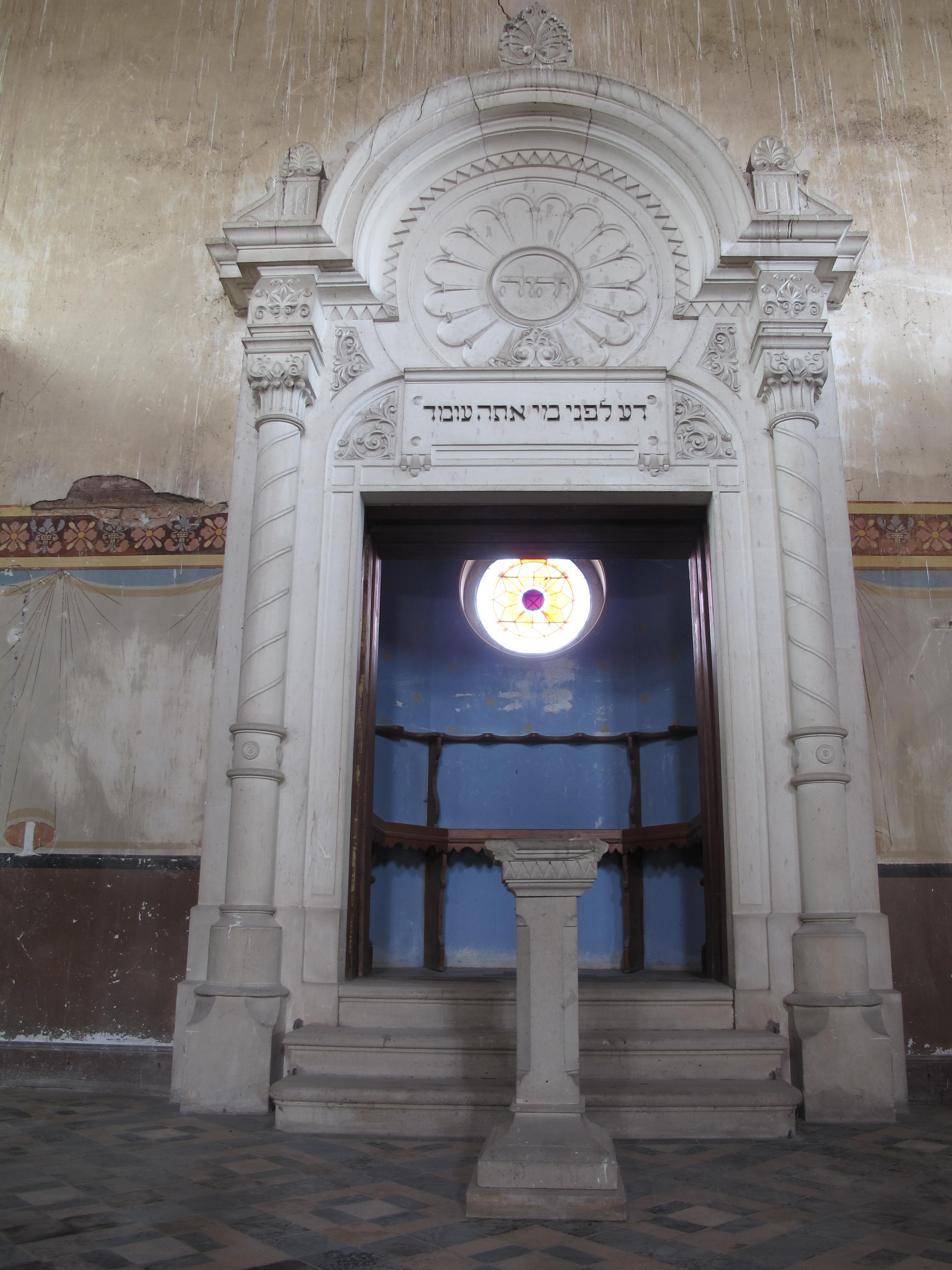
Arche sainte.
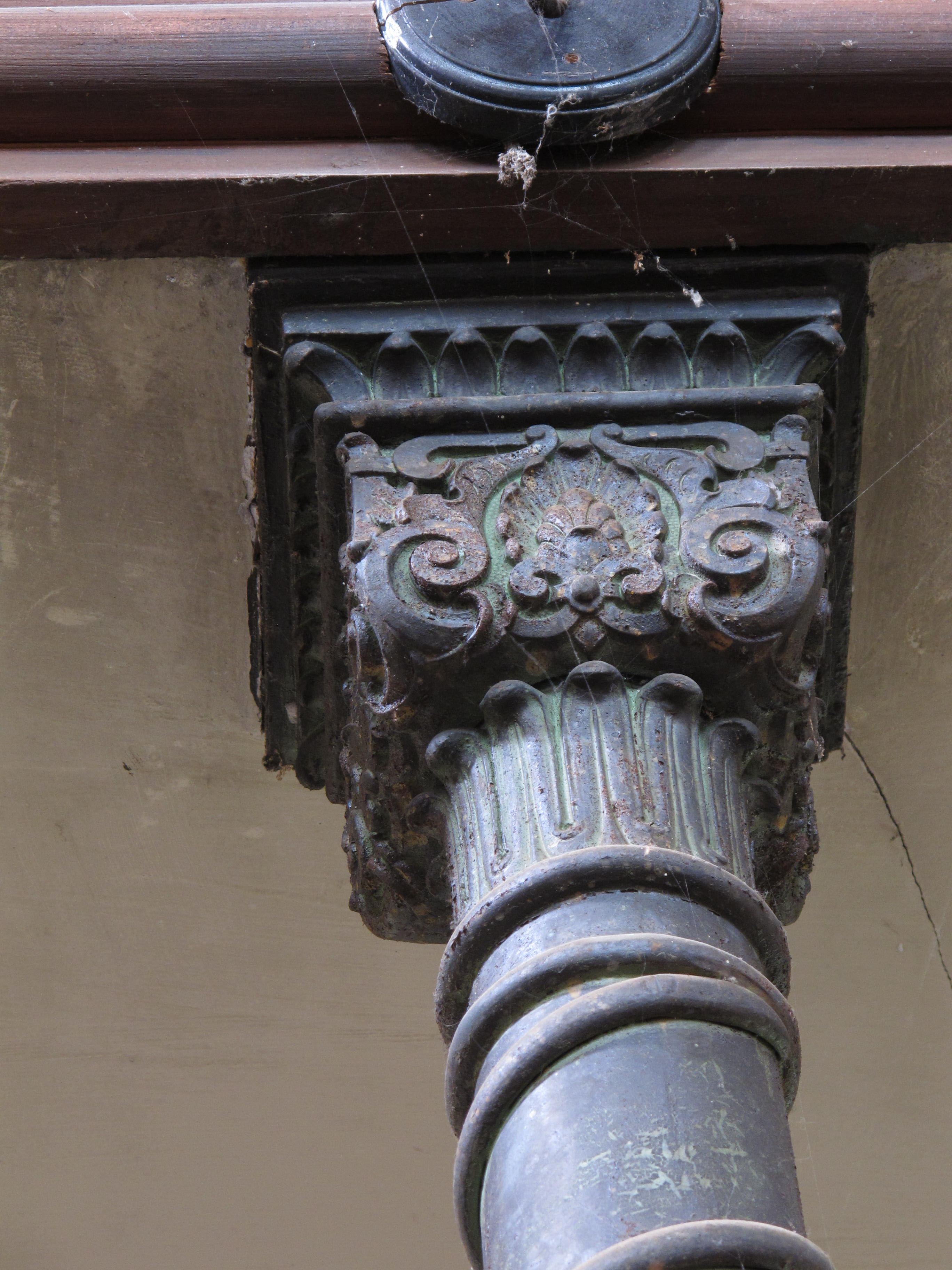
Colonne de soutènement de la galerie (détail).
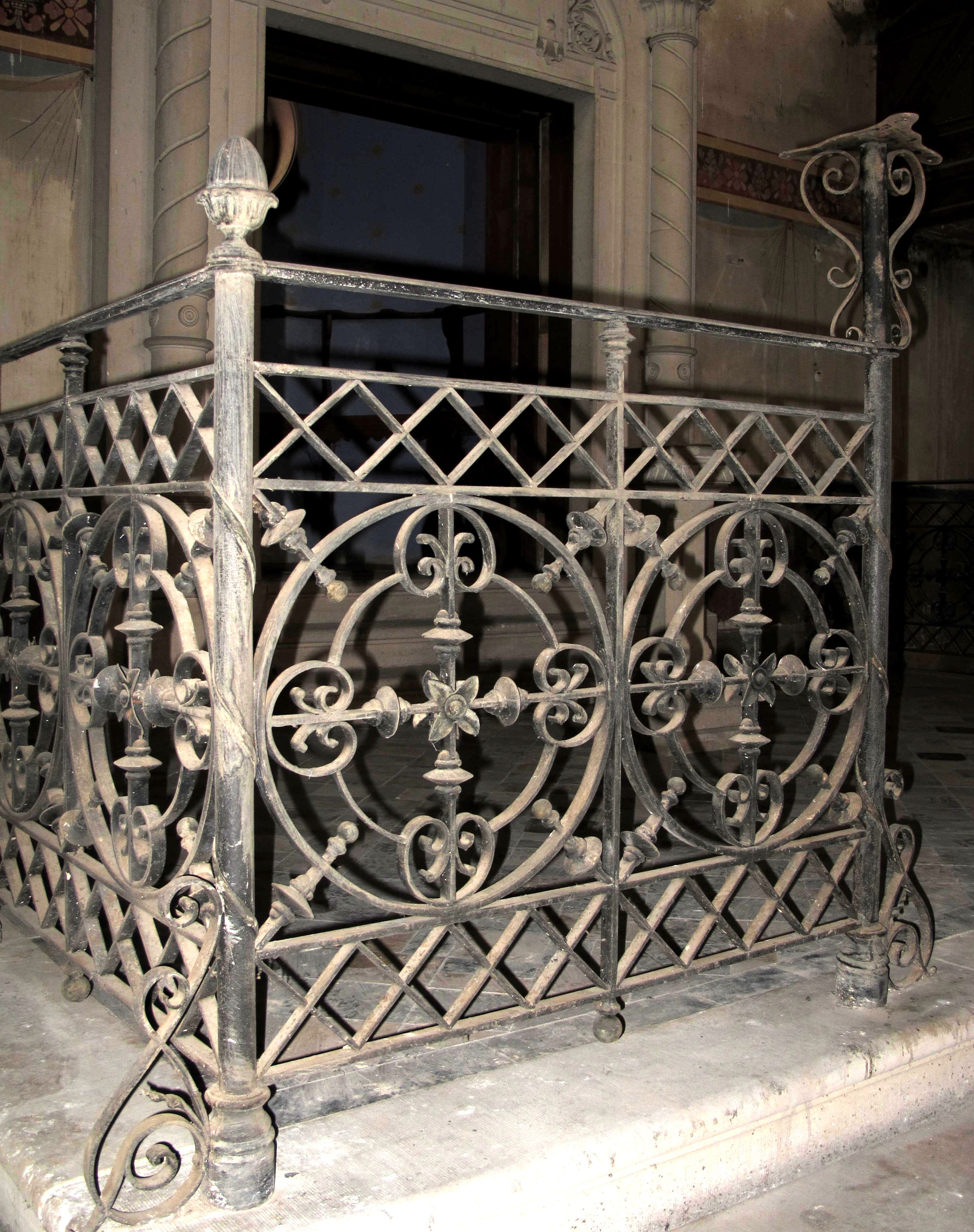
Ferronnerie entourant l'estrade.

100 hommes et 60 femmes pouvaient prendre place dans l'édifice.
Outre l'harmonie des détails, remarquable est la volonté évidente de l'architecte de rechercher, dans l'Antiquité hébraïque, des éléments lui permettant de caractériser son édifice. Ainsi les deux piliers de la façade principale pourraient bien rappeler Jachin et Boaz, les deux colonnes placées par le roi Salomon devant l'entrée du Temple de Jérusalem. À l'intérieur, les colonnettes sont décorées d'une corde s'enroulant en spirale autour du fût. On trouve fréquemment ce motif dans les synagogues, à différentes époques. L'origine pourrait en être la description de Jachin et Boaz donnée dans le Talmud : "une corde de 12 ama enroulée autour "[c. à d. de 12 ama de circonférence, la traduction étant sans doute erronée] . Le mur de l'Aron Hakodèsh est, quant à lui, décoré d'une exquise fresque en trompe-l'oeil, représentant un rideau bleu stylisé : il s'agit d'une évocation du parokhet, le rideau qui séparait le saint des saints du reste du Temple de Jérusalem.
En synthèse, le "monumental" à la mode est ici transposé pour devenir authentiquement juif - mis à part quelques détails de modénature - une tentative rare qui mérite d'être soulignée.